# 大東亜聖戦大碑
大東亜聖戦大碑（だいとうあせいせんたいひ）は、日本をまもる会（以下「まもる会」）によって2000年（平成12年）8月4日、石川護国神社の参道に建てられた石碑である。
「まもる会」内に事務局が設けられまた中心となって1996年（平成8年）末に「大東亜聖戦大碑建立委員会」を設立した。雑誌「正論」（産経新聞社発行）の意見広告（「大東亜聖戦大碑建立に赤誠を!!」）で基金拠出を呼びかけた。
大碑の表には「大東亜聖戦大碑」、裏には「八紘爲宇」と刻まれている。「聖戦」の表記に反発し、戦争を美化するものとして撤去を要求している団体もある。
毎年、8月初めの日曜日に「まもる会」や石川護国神社、大東亜聖戦大碑護持会、大東亜青年塾などが主催し大東亜聖戦祭が開催される。
2010年（平成22年）10月8日、大東亜聖戦大碑護持会などが、大碑の碑文の意義を若年層にも分かりやすく解説した副碑を設置。10月11日に落慶記念式典が催された。

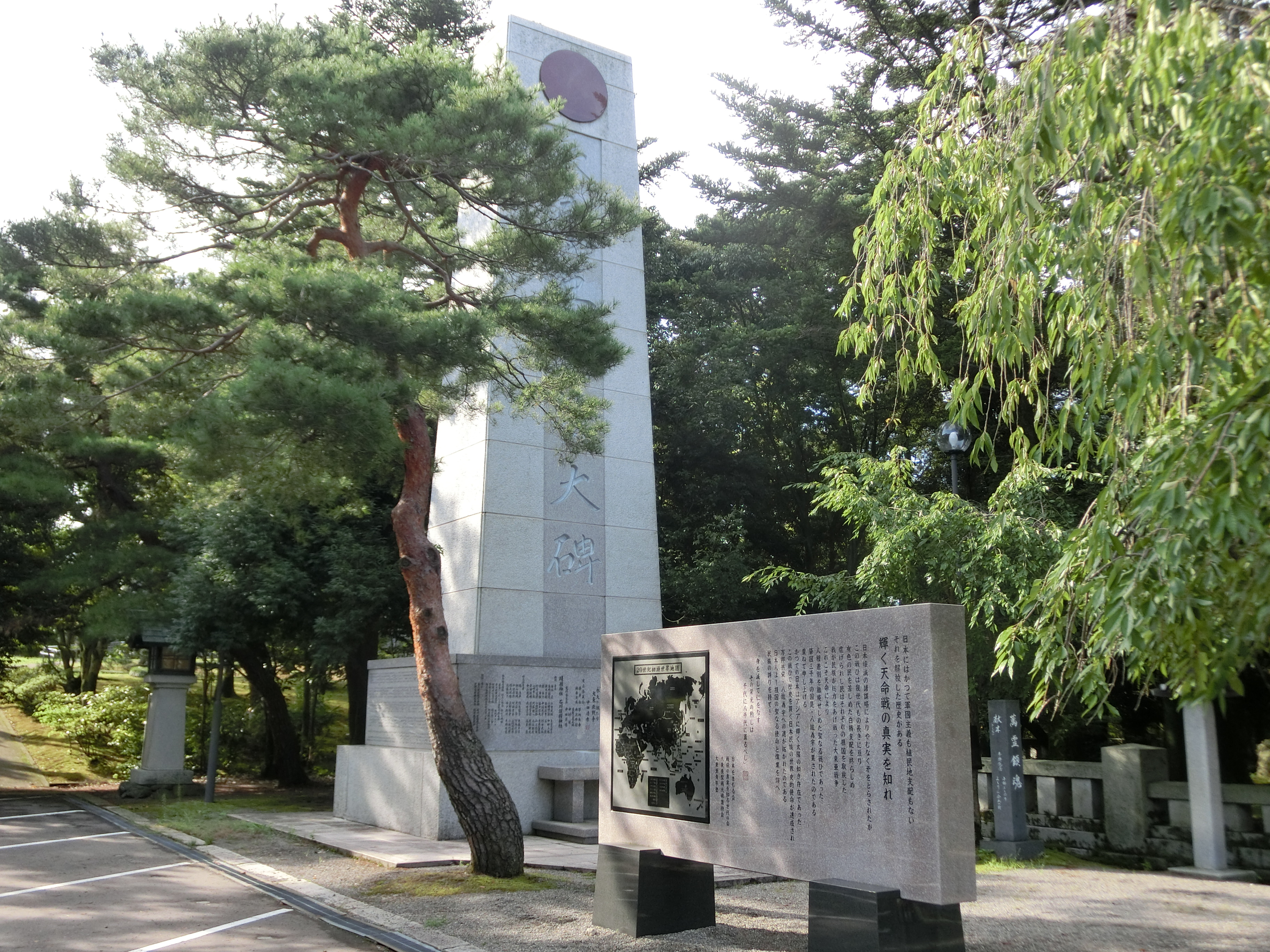
大東亜聖戦大碑と副碑

## 建立委員会
- 委員長：草地貞吾（元陸軍大佐、関東軍参謀）
- 副委員長：米沢外秋、名越二荒之助、中村粲
- 顧問・委員：板垣正、奥野誠亮、小堀桂一郎、清瀬信次郎、冨士信夫、小田村四郎、小室直樹、他
- 実行委員長：中田清康（日本をまもる会会長）